# Le Temps des médias
Le Temps des médias ist eine französischsprachige Fachzeitschrift zur Mediengeschichte. Sie erscheint halbjährlich seit 2003 und wird von der Société pour l’histoire des médias (SPHM) in Zusammenarbeit mit dem Institut d’études politiques de Paris herausgegeben. Chefredakteur ist Christian Delporte von der Universität Versailles.
Le Temps des médias ist neben dem Historical Journal of Film, Radio and Television eine der bekanntesten Zeitschriften auf ihrem Gebiet.